# Windows Embedded Automotive
Windows Embedded Automotive (также ранее известная как Windows CE для автомобилей, Windows Automotive, и Windows Mobile для автомобилей) — это встраиваемая операционная система, основанная на Windows CE для использования в компьютерных системах в автомобилях. Операционная система разработана Microsoft подразделением Microsoft Automotive Business, сформированным в августе 1995. Первый автомобильный продукт, созданный Microsoft Automotive Business, был представлен 4 декабря 1998 как AutoPC, и также включал Ford Sync и Blue&Me. Microsoft Automotive Business создало обе программные платформы, использующие устройства в автомобиле сами по себе, как устройства. В настоящий момент подразделение сосредоточило усилия на программной платформе, которая включает два продукта, Microsoft Auto и Windows Automotive.

## История
Операционная система Microsoft Auto была основана на AutoPC, которая, в свою очередь, совместно разработана Microsoft и Clarion. Система была представлена в декабре 1998, и позиционировалась как автономная операционная система «Auto PC». Платформа Auto PC от Microsoft базировалась на Windows CE 2.0, и была анонсирована в январе того года.
16 октября 2000 года Microsoft официально представила следующую версию платформы. Эта версия операционной системы была переименована в Windows CE для автомобилей.
21 октября 2002 года Microsoft объявила, что платформа будет переименована в «Windows для автомобилей». В этой версии была добавлена поддержка для разработки с использованием .NET Compact Framework.
С выходом Ford Sync Microsoft переименовала платформу «Windows для автомобилей» в «Microsoft Auto».